# Yongjia
Yongjia léase Yong-Chiá (en chino simplificado, 永嘉县; pinyin, Yǒngjiā xiàn) es un condado bajo la administración directa de la ciudad-prefectura de Wenzhou. Se ubica en la provincia de Zhejiang, este de la República Popular China. Su área es de 2667 km² y su población total para 2010 fue cerca a los 800 mil habitantes.

## Administración
El condado de Yongjia se divide en 22 pueblos que se administran en 7 subdistritos, 11 poblados y  4 villas.

## Historia
El nombre de Yongjia comenzó cuando se fundó Wenzhou en el primer año del Emperador Taining de la Dinastía Jin del Este (323 calendario gregoriano) y en ese momento se llamaba Jun de Yongjia (永嘉郡). 
Fue renombrado Wenzhou en la dinastía Tang y vuelto a ser renombrado Yongjia en la dinastía Song, hasta el día de hoy, el nombre se ha cambiado intermitente mente entre esas variables. 
El 7 de mayo de 1949, el Ejército Popular de Liberación de China estableció la Comisión de Control Militar de Wenzhou. En agosto, se demarcaron 5 distritos del condado de Yongjia junto con sus suburbios y se estableció Wenzhou. El 21 de septiembre, el condado Shuangxi (双溪县) pasó a llamarse condado de Yongjia. 